# Charles Horman
Charles Horman (Nova Iorque, 15 de maio de 1942 – Santiago, 20 de setembro de 1973) foi um jornalista estadunidense assassinado durante o golpe de estado de 1973 no Chile. A busca pelo corpo de Horman foi relatada no filme Missing, dirigido por Costa-Gavras e lançado em 1982.

## Biografia
Charles Horman nasceu e foi criado em Nova Iorque, onde estudou na Escola Allen-Stevenson, onde se formou em 1957. Logo em seguida se graduou na Academia Phillips Exeter em 1960 e na Universidade de Harvard em 1964 e começou a trabalhar na mídia estadunidense. Em 1972 foi morar temporariamente no Chile, onde trabalhou com um repórter freelancer.
Em 17 de setembro de 1973, seis dias após o golpe militar do general Augusto Pinochet, Horman foi detido por soldados do Exército chileno e levado para o Estádio Nacional do Chile, que foi transformado em um campo de concentração pelos militares, para ser interrogado. Lá, foi assassinado em condições não esclarecidas.
Durante um mês após o assassinato, o cadáver de Horman ficou desaparecido. Mais tarde, foi descoberto que o corpo foi enterrado dentro de uma parede do Estádio Nacional e este foi mandado para um necrotério da capital chilena. O cadáver de um outro jornalista estadunidense, Frank Teruggi, amigo de Horman, teve destino semelhante.
Durante o golpe militar, Horman estava hospedado na cidade litorânea de Viña del Mar, perto do porto de Valparaíso, de onde os golpistas chilenos receberam ajuda de militares estadunidenses. Durante sua estadia na cidade, Horman conversou com vários compatriotas e fez anotações do que lhe era dito. Esta teria sido a causa do desaparecimento e execução do jornalista. De acordo com a família Horman, os esforços para determinar o destino do jornalista encontraram a cumplicidade e a resistência da Embaixada dos EUA em Santiago que estaria escondendo o assassinato de Horman e as razões para o mesmo.

## Cultura popular
O caso do desaparecimento de Horman ficou famoso graças ao filme Hollywoodiano Missing, dirigido pelo cineasta grego Costa-Gavras e estrelado por Jack Lemmon, Sissy Spacek e John Shea no papel de Horman. O filme foi baseado no livro The Execution of Charles Horman: An American Sacrifice, lançado em 1978 por Thomas Hauser. Mais tarde, o livro foi relançado sob título de Missing graças à popularidade do filme.
Quando o filme foi lançado pela Universal Studios em 1982, Nathaniel Davis, embaixador estadunidense no Chile de 1971 a 1973, entrou com um processo de 150 milhões de dólares contra o diretor e o estúdio, apesar de que nenhuma referência é feita a ele no filme. O processo de Davis foi negado pela Justiça.
O episódio "Vaya Con Dios", da décima temporada do seriado estadunidense Law & Order foi baseado no assassinato de Horman.